# Cane lupo di Kunming
Il cane lupo di kunming è un lupo ibrido riconosciuto come razza canina originario della Cina. Si ritiene possa essere considerato il più antico caso di lupo ibrido "ufficializzato" quale razza, originatosi quando i pastori del Yunnan incrociarono i loro cani da pastore con i lupi cinesi.

## Carattere
Il cane lupo di Kunming è un cane ampiamente intelligente, ma di attitudine fiera. Mostra il suo sviscerato affetto in particolare al padrone e alla sua famiglia; è diffidente verso gli estranei. Con un buon addestramento è un ottimo cane da difesa, guida per non vedenti.

## Salute
Non ha malattie particolari essendo un cane molto rustico e resistente.